# Vatican Media
Vatican Media – założony w 1983 ośrodek medialny pod nazwą Watykańskie Centrum Telewizyjne, od 1996 roku jest organem Stolicy Apostolskiej. Zakres działania określony jest statutem z 1 czerwca 1998 roku.
Głównym celem ośrodka jest działalność misyjna przez powszechne głoszenie Ewangelii, dokumentowanie działalności Stolicy Apostolskiej i duszpasterskiej posługi papieża. Realizacja działalności statutowej odbywa się przez produkcję filmów dokumentalnych, relacji na żywo, udostępnianie materiałów archiwalnych (10.000 kaset wideo z około 4.000 godzin nagrań obrazów z pontyfikatu Jana Pawła II), pomoc techniczną w realizacji przekazów (obsługę, montaż itp.), a od Wielkanocy 1998 przekazywanie tygodnika Octava Dies.
23 stycznia 2009 przy okazji 43. Światowego Dnia Środków Społecznego Przekazu papieskie orędzie zaprezentowano za pomocą nowej strony na YouTube.
Dyrektorem ośrodka jest Stefano D’Agostini.
Wraz z reformą Papieża Franciszka Watykańskie Centrum Telewizyjne zostało połączone z innymi instytucjami medialnymi w ramach Dykasterii ds. Komunikacji. Dziś działa pod nazwą Vatican Media.